# Rafaels stanzer

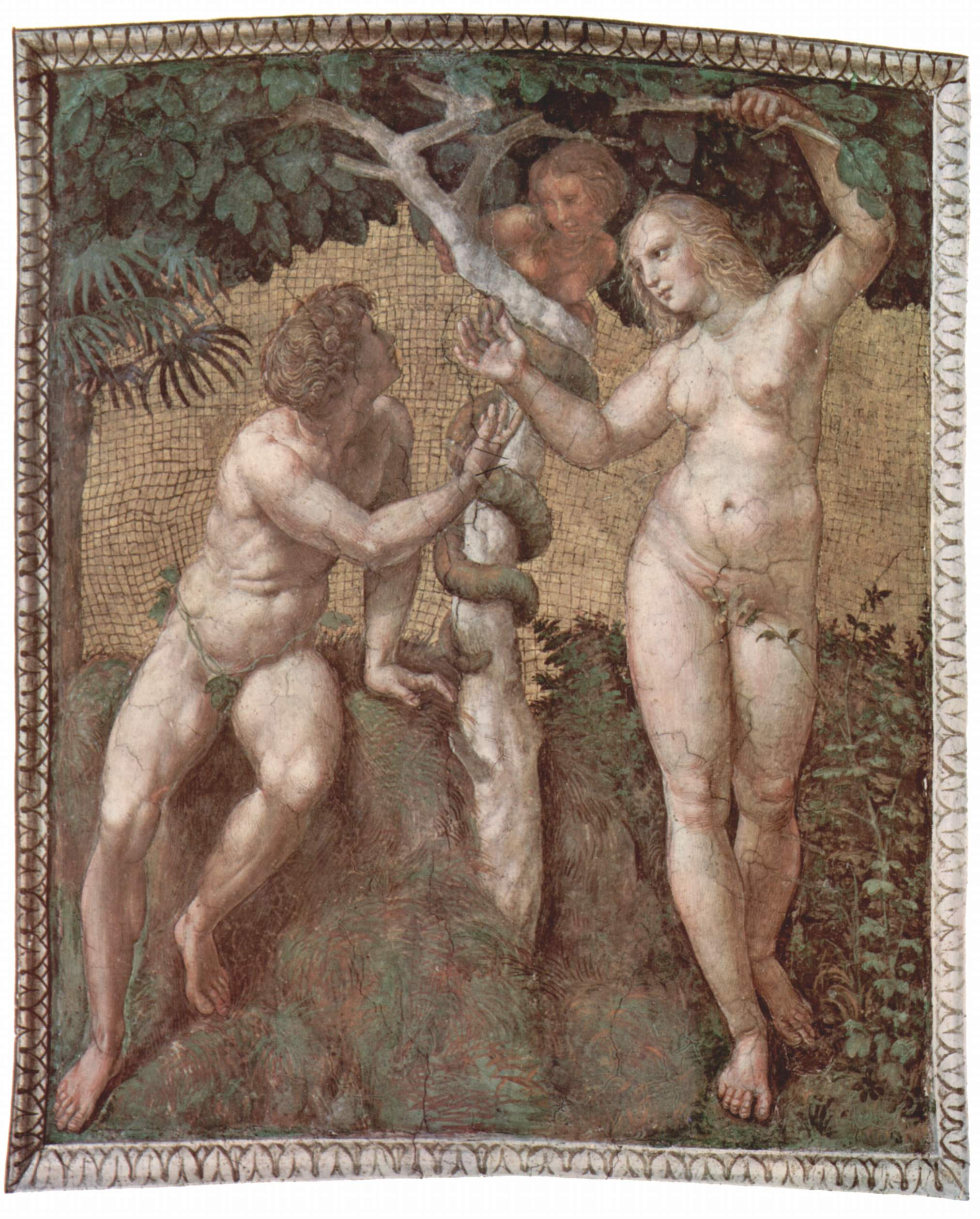
Adam och Eva, takfresk från Stanza della Segnatura. Även om de flesta av dekorationerna i taken i Rafaels stanzer anses vara utförda av hans medhjälpare, tillskrivs vanligen den här fresken Rafael själv.

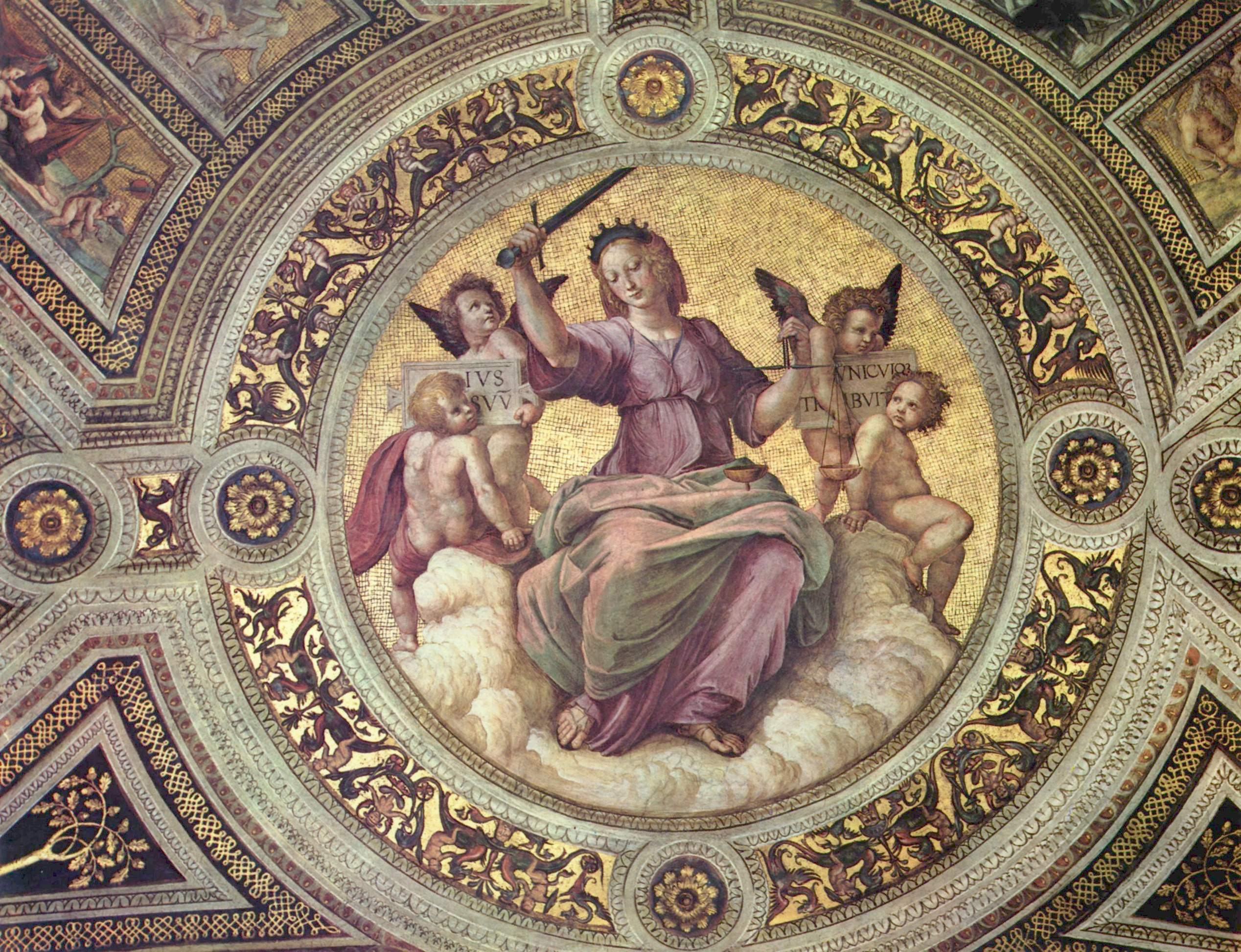
Justitia, takfresk från Stanza della Segnatura.

Rafaels stanzer (italienska Stanze di Raffaello, "Rafaels rum") i Palazzi Pontifici i Vatikanpalatset utgörs av fyra rum och är den publika delen av de påvliga lägenheterna. De är kända för sina fresker, utförda av Rafael och hans verkstad. Tillsammans med Michelangelos takfresker i Sixtinska kapellet tillhör dessa de stora fresker som präglar högrenässansens Rom.
Rummen var ursprungligen tänkta som gemak för påven Julius II. Han uppdrog åt Rafael, en vid tidpunkten relativt ung konstnär från Urbino, och dennes verkstad 1508 eller 1509 att helt måla om och renovera den befintliga inredningen i rummen. Det var möjligen Julius avsikt att överglänsa de lägenheter som hans föregångare och rival, Alexander VI, hade låtit uppföra. Rummen är belägna på tredje våningen med utsikt över den södra sidan av Cortile del Belvedere. De är i tur och ordning: Sala di Costantino, Stanza di Eliodoro, Stanza della Segnatura och Stanza dell'incendio del Borgo.
Vid Julius död år 1513 var bara två rum freskmålade, men efterträdaren Leo X fortsatte projektet. Då Rafael dog år 1520, fick hans medhjälpare Gianfrancesco Penni, Giulio Romano och Raffaellino del Colle fullborda muralmålningarna i Sala di Costantino.

## Sala di Costantino
Det största av de fyra rummen är Sala di Costantino ("Konstantins sal"). Rummets målningar skulle inte påbörjas förrän påven Julius och även Rafael själv hade dött. Rummet är ägnat åt kristendomens seger över hedendomen. Freskerna alluderar på Konstantins kamp för kristendomen. Eftersom det inte är mästarens egna verk är freskerna mindre kända än verken i rummen bredvid.

### Korset uppenbaras för Konstantin

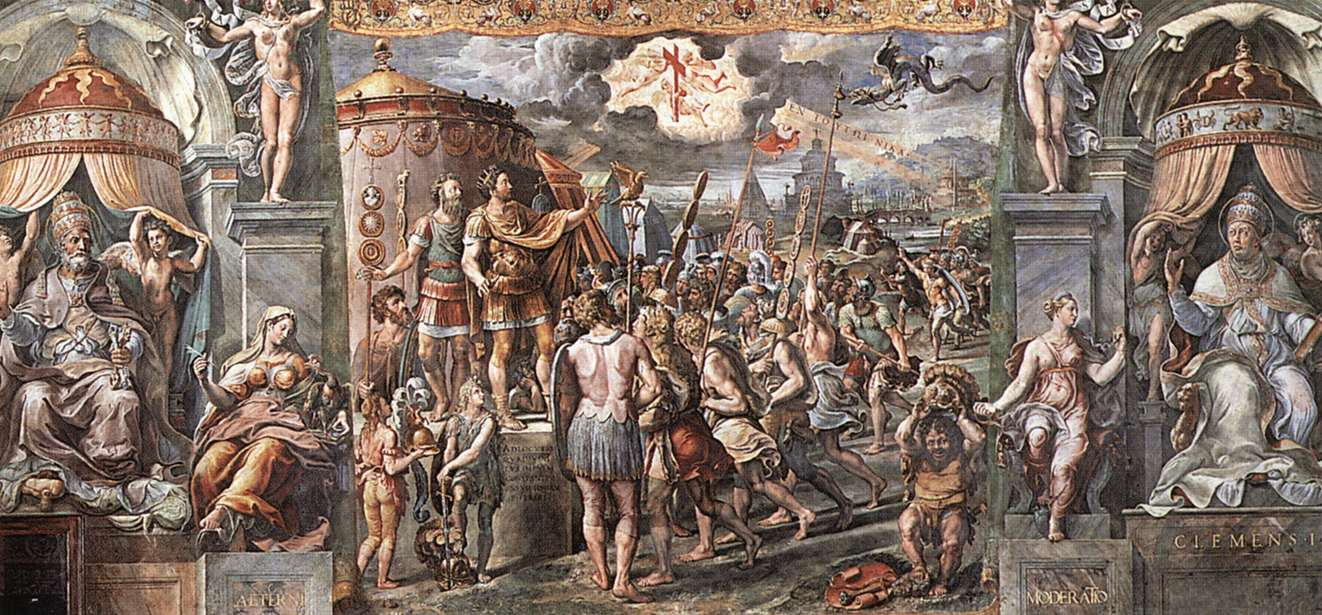
Korset uppenbaras för Konstantin.

Fresken Visione della croce avbildar den legendariska historien om ett stort kors som framträder på himlavalvet inför Konstantin då han marscherar för att konfrontera sin rival Maxentius. Korset åtföljs av de grekiska orden "Εν τούτω νίκα" ("I detta tecken skall du segra").

### Slaget mellan Konstantin och Maxentius

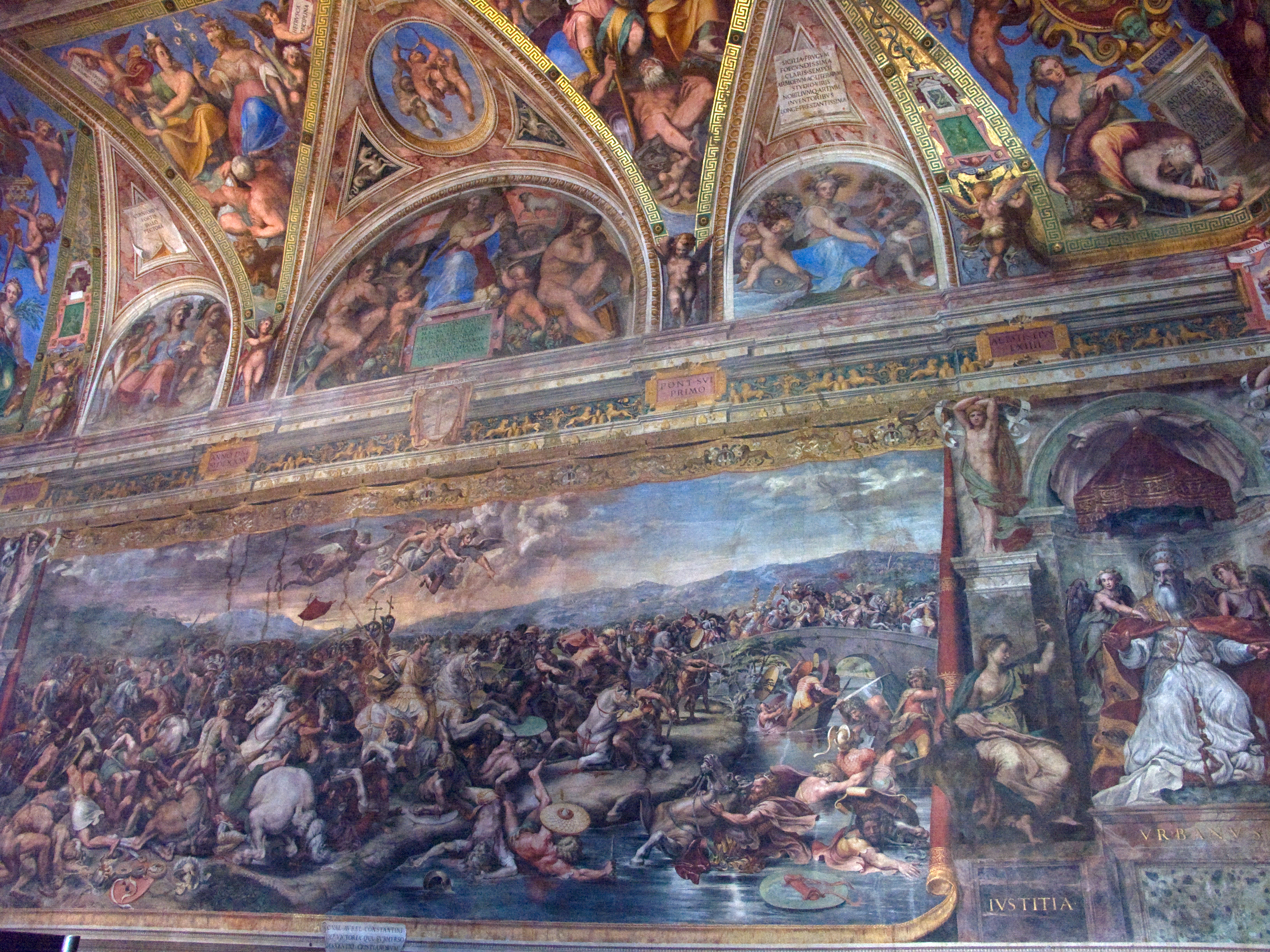
Slaget mellan Konstantin och Maxentius.

Battaglia di Costantino contro Massenzio (svenska: Slaget vid Pons Mulvius) visar striden som ägde rum den 28 oktober 312 efter Konstantins vision.

### Konstantinska donationen

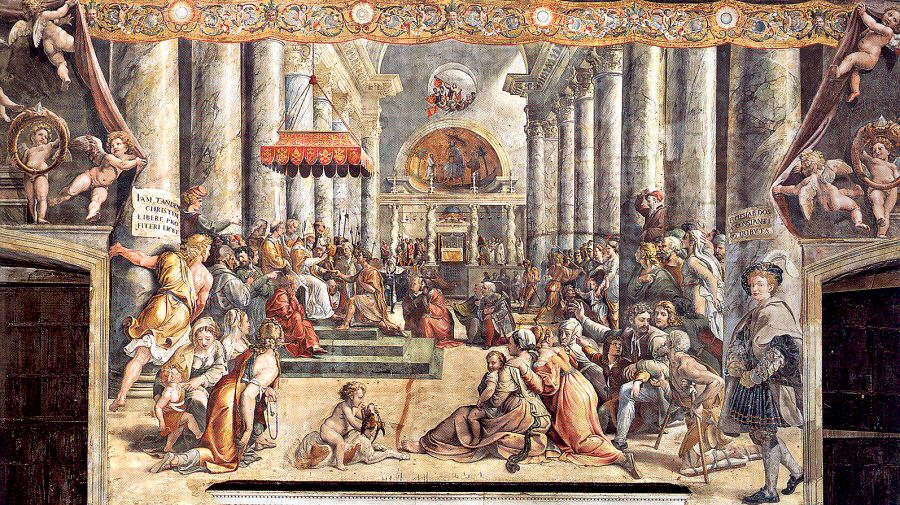
Donazione di Roma eller Konstantinska donationen.

Donazione di Roma inspirerades av den berömda Konstantinska donationen som gav påvarna suveränitet över deras territoriala herravälden.

### Konstantins dop

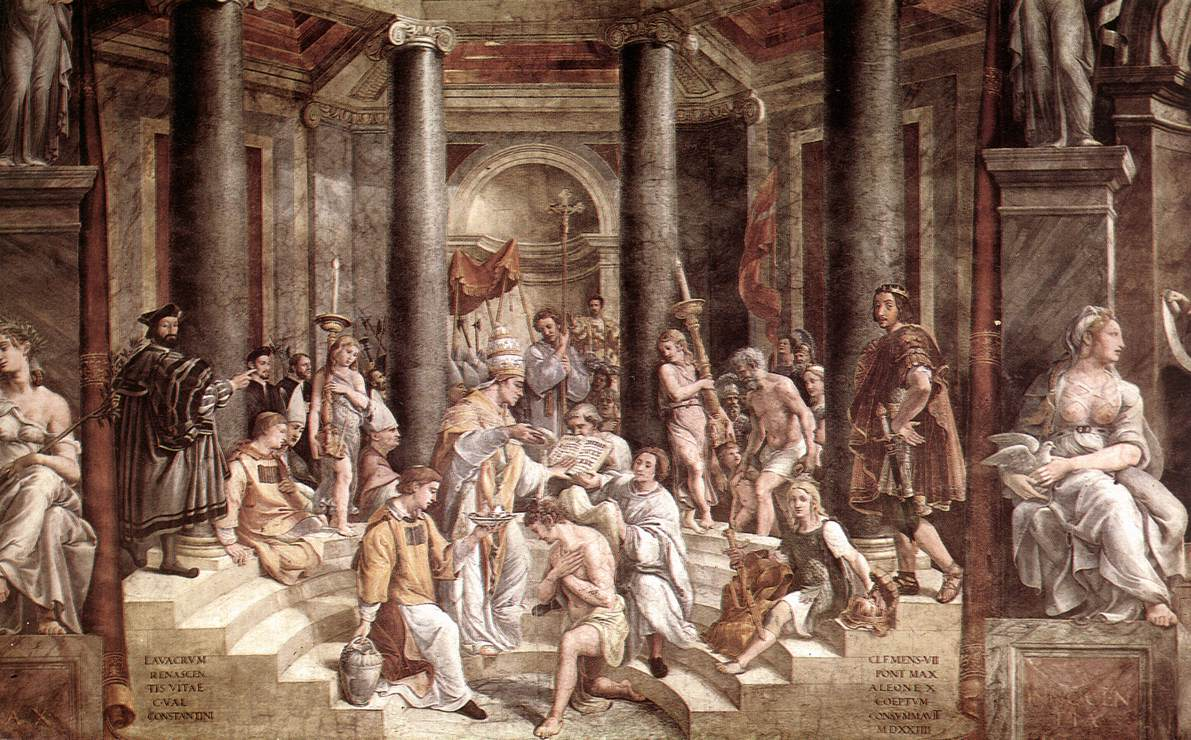
Konstantins dop.

Den slutliga målningen, Battesimo di Costantino ("Konstantins dop") målades troligen av Gianfrancesco Penni och visar kejsaren på sin dödsbädd.

## Stanza di Eliodoro
Nästa rum, om man går från öst till väst, är Stanza di Eliodoro ("Heliodorus rum"). Det har fått sitt namn av en av målningarna. Temat för denna privata avdelning är det himmelska skydd som ges av Kristus till Kyrkan.

### Heliodorus fördrivs ur templet

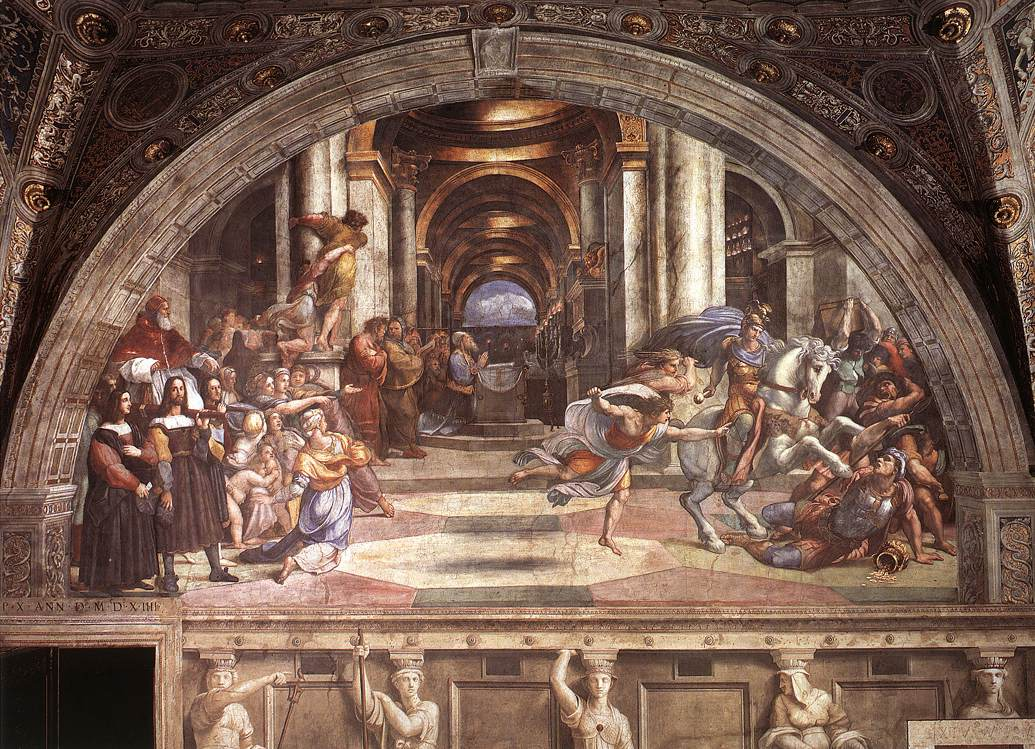
Heliodorus fördrivs ur templet.

I Heliodorus fördrivs ur templet illustrerar Rafael den bibliska berättelsen från Andra Mackabeerboken (3:21–28) om Heliodorus, som sändes ut för att hämta skatten som bevarades i templet i Jerusalem, men som blev nertrampad av en häst.

### Liberazione di San Pietro

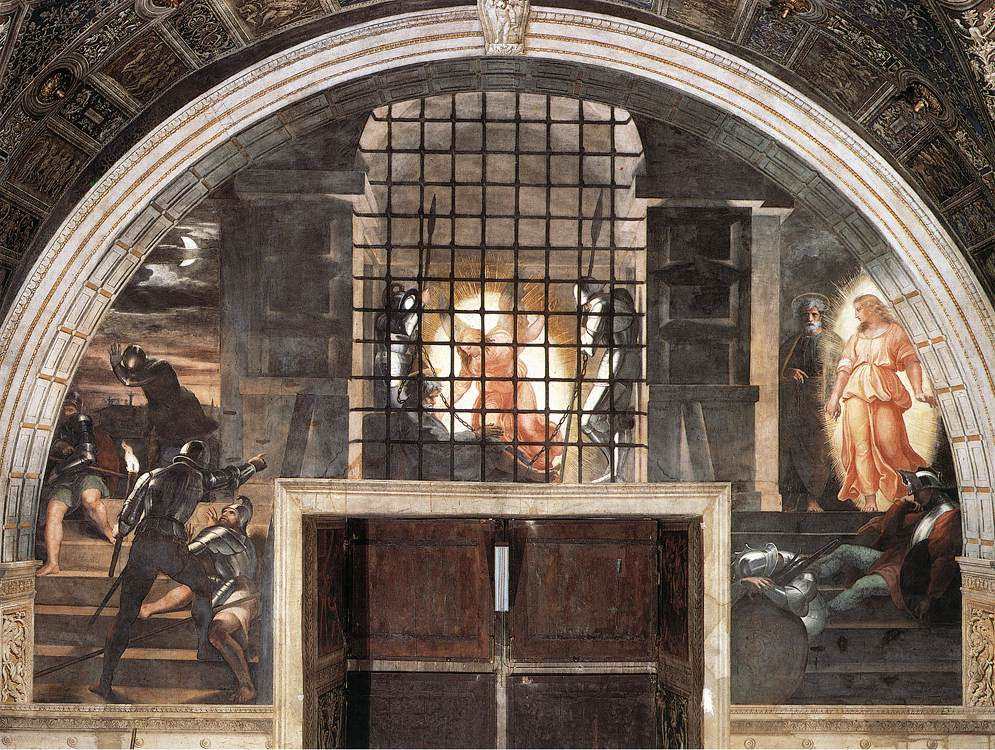
Den helige Petrus befrielse.

Den helige Petrus befrielse visar, i tre episoder, hur Sankt Petrus befriades från fängelset av en ängel, såsom det beskrivs i Apostlagärningarnas tolfte kapitel.

### Leo den store möter Attila

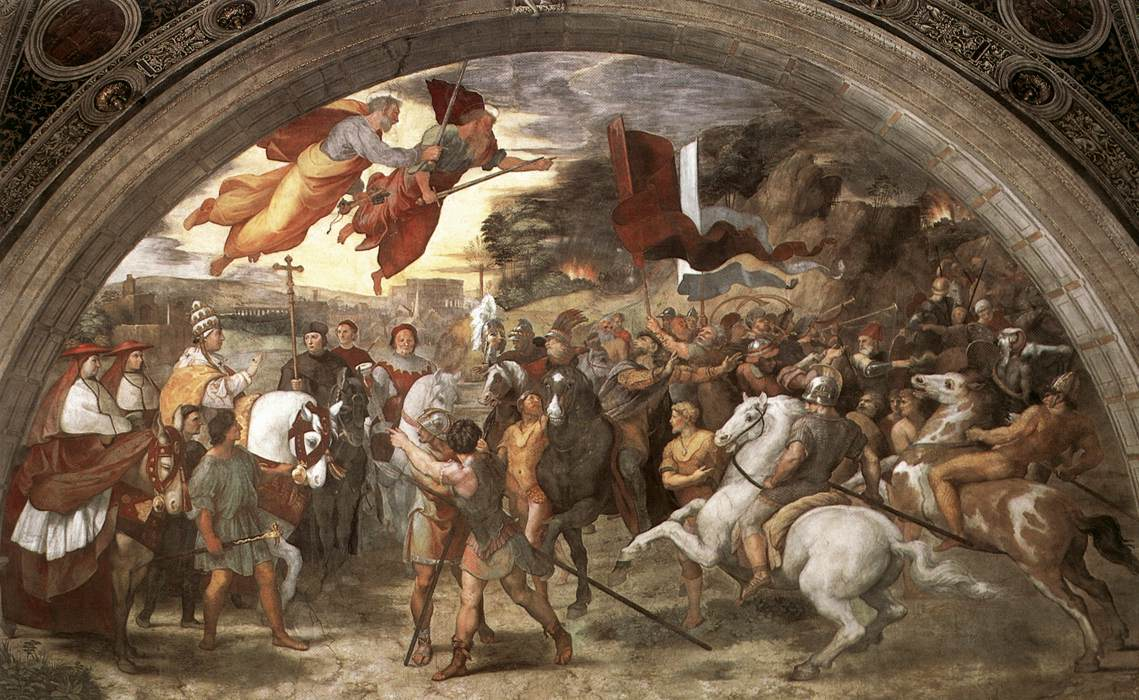
Leo den store möter Attila.

Leo den store möter Attila avbildar förhandlingen mellan påven och hunnernas erövrare och inbegriper de legendariska bilderna av Sankt Petrus och Sankt Paulus i himlen utrustade med svärd. Intressant nog avbildade Rafael först Leo I med Julius II:s ansikte, men efter dennes död ändrade Rafael målningen så att den påminde mer om den nye påven, Leo X.

### Mässan i Bolsena

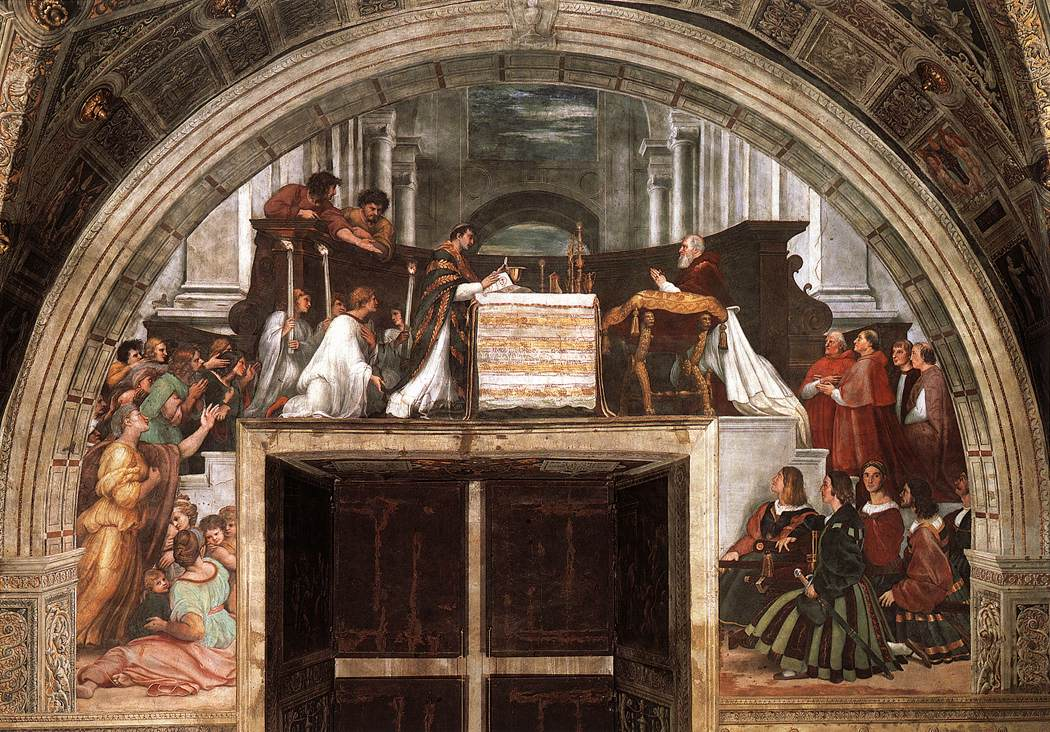
Mässan i Bolsena.

Mässan i Bolsena avbildar berättelsen om en böhmisk präst som år 1263 upphörde att tvivla på doktrinen om transsubstantiationen när han såg att brödet börja blöda under konsekreringen av den heliga nattvarden.

## Stanza della Segnatura
Stanza della segnatura var det första rummet som utsmyckades med Rafaels fresker. Det var Julius II:s bibliotek. Konstnärens koncept sätter antikens ande i harmoni med kristendomen och återspeglar innehållet i påvens bibliotek med teman av teologi, filosofi, juridik och poesi. Temat för det här rummet är världslig och andlig visdom och den harmoni som renässansens humanister uppfattade mellan den kristna läran och den grekiska filosofin.

### La disputa del Sacramento

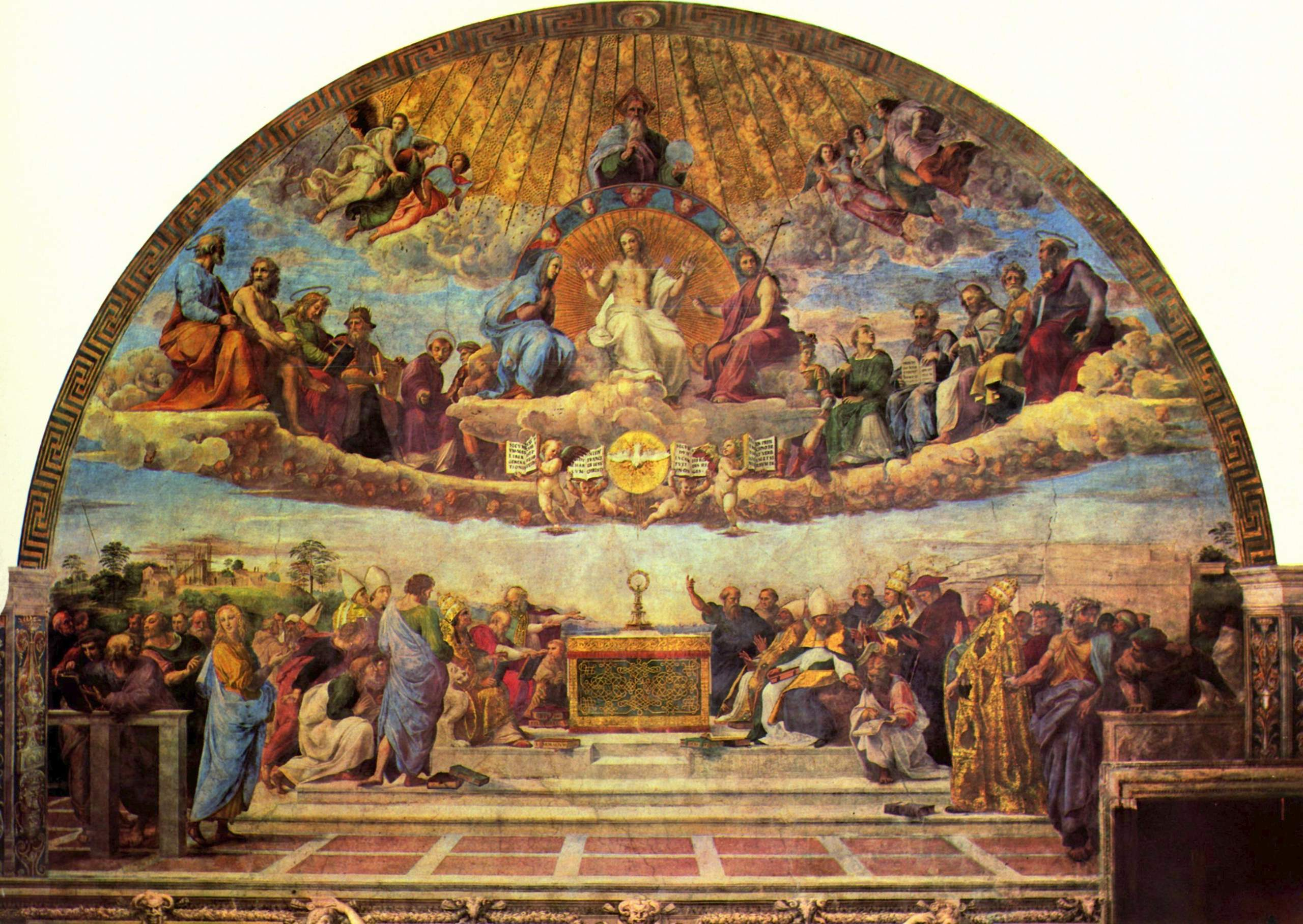
La disputa del Sacramento.

Den första fresk som Rafael utförde år 1508 eller 1509 var La Disputa del Sacramento. I målningen skapade Rafael en bild av kyrkan vilken omspänner både himmel och jord.

### Skolan i Aten

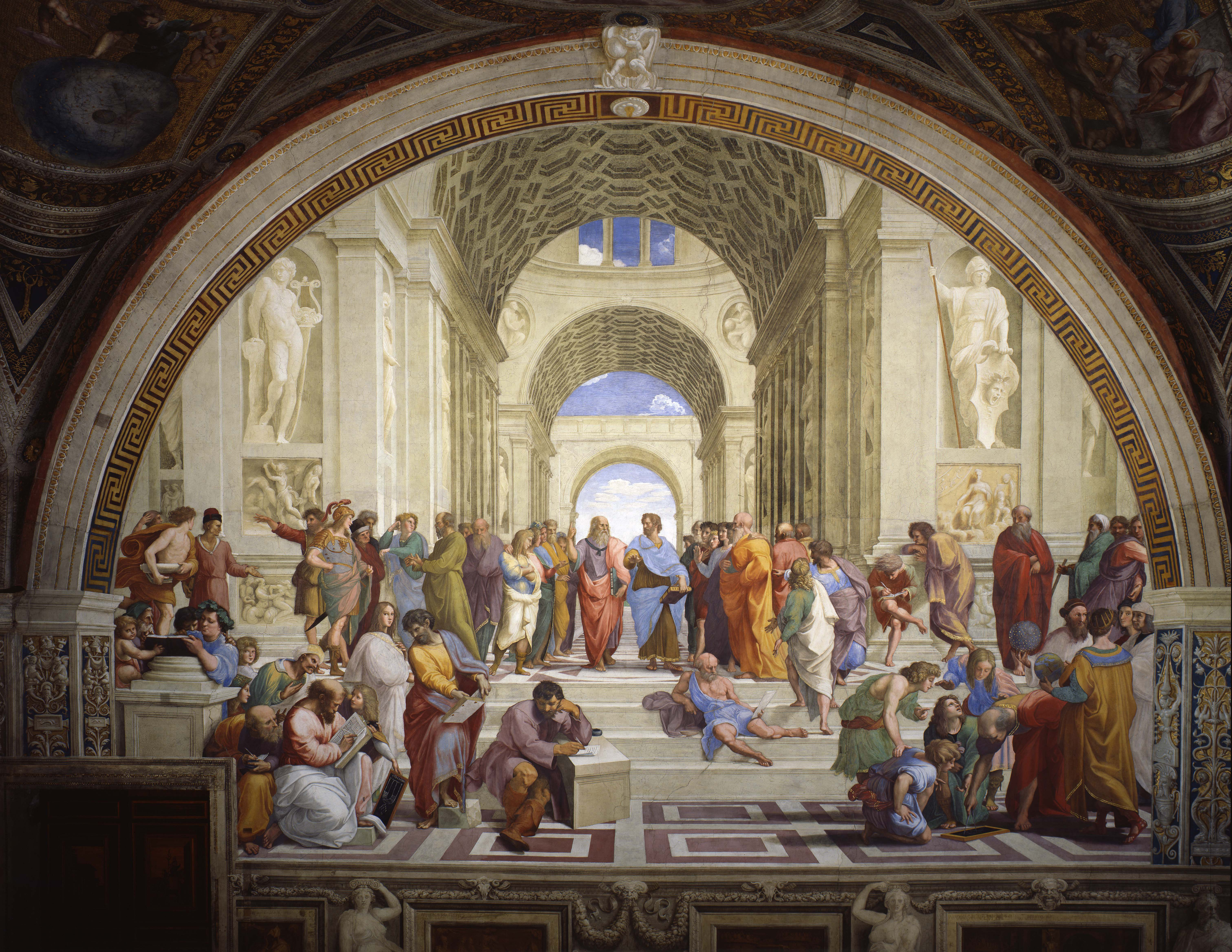
Skolan i Aten.

Mot slutet av 1509 började Rafael arbeta på väggen mittemot La Disputa del Sacramento. Denna andra målning, betitlad Skolan i Aten, representerar sanningen erhållen genom förnuftet; den var menad att sitta ovanför den filosofiska hyllan i påve Julius II:s bibliotek. Det är Rafaels kanske mest berömda fresk.

### Parnassen

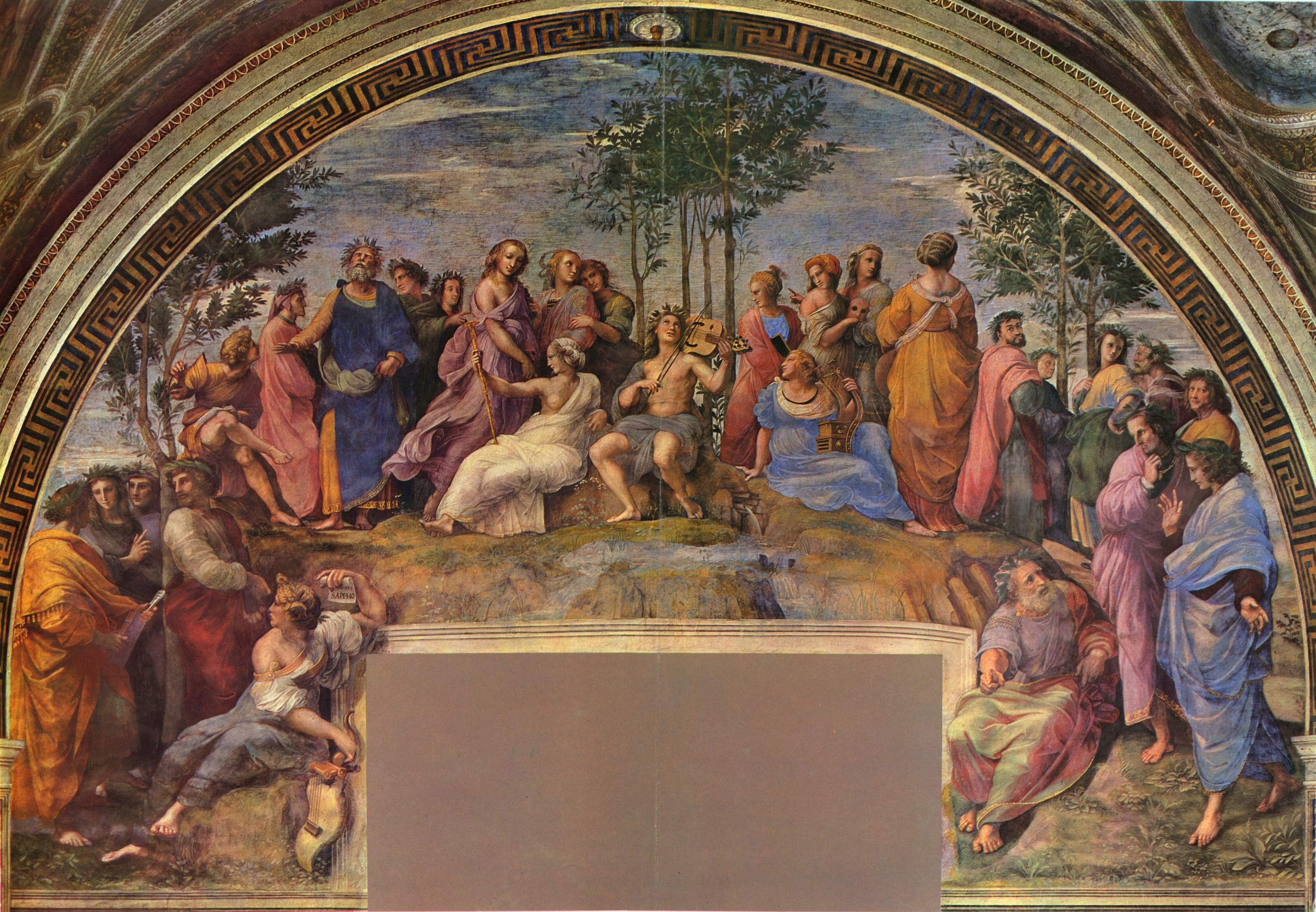
Parnassen.

Rafael påbörjade sin tredje muralmålning vid slutet av år 1509 eller i början av år 1510. Den representerar Parnassen, guden Apollos och musernas boning och poesins hemvist, enligt klassisk mytologi. I fresken omges Apollo och muserna av poeter från antiken och från Rafaels egen tid.

### Kardinaldygderna

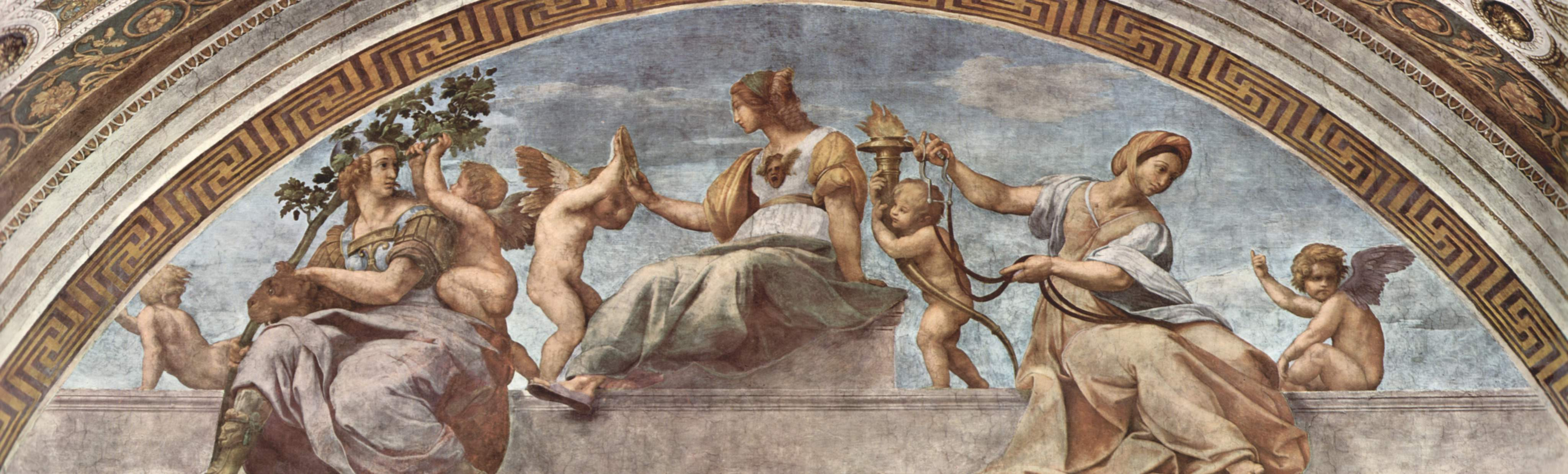
Kardinaldygderna.

De två scenerna på den fjärde väggen, målade av Rafaels verkstad, och lunetten ovanför, innehållande Kardinaldygderna, målades 1511. Kardinaldygderna presenterar allegoriskt de tre dygderna mod, klokhet och nykterhet.

## Stanza dell'incendio del Borgo
La Stanza dell'incendio del Borgo inreddes som ett musikrum för Julius II:s efterträdare, Leo X. Freskerna skildrar händelser ur påve Leo III:s och Leo IV:s liv.

### Leone III:s ed
Den 23 december 800 avlade påve Leo III en ed om rening angående anklagelserna mot honom från brorsönerna till hans föregångare, påve Hadrianus I. Denna händelse visas i La giustificazione di Leone III.

### Karl den stores kröning

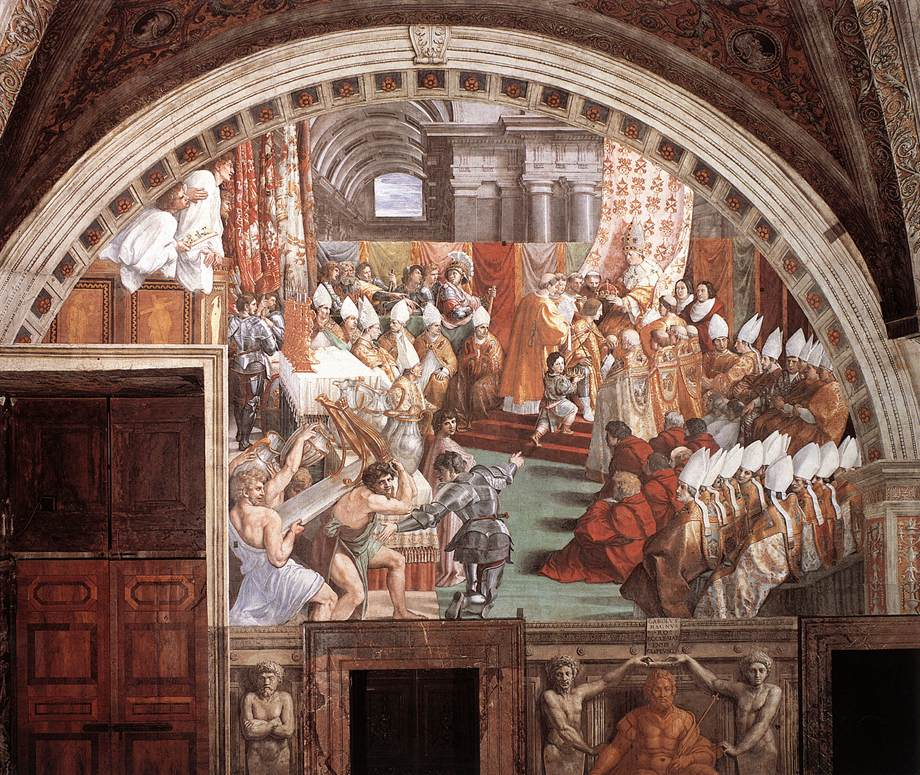
Karl den stores kröning.

Incoronazione di Carlo Magno visar hur Karl den store kröntes till Imperator Romanorum på juldagen år 800.

### Branden i Borgo

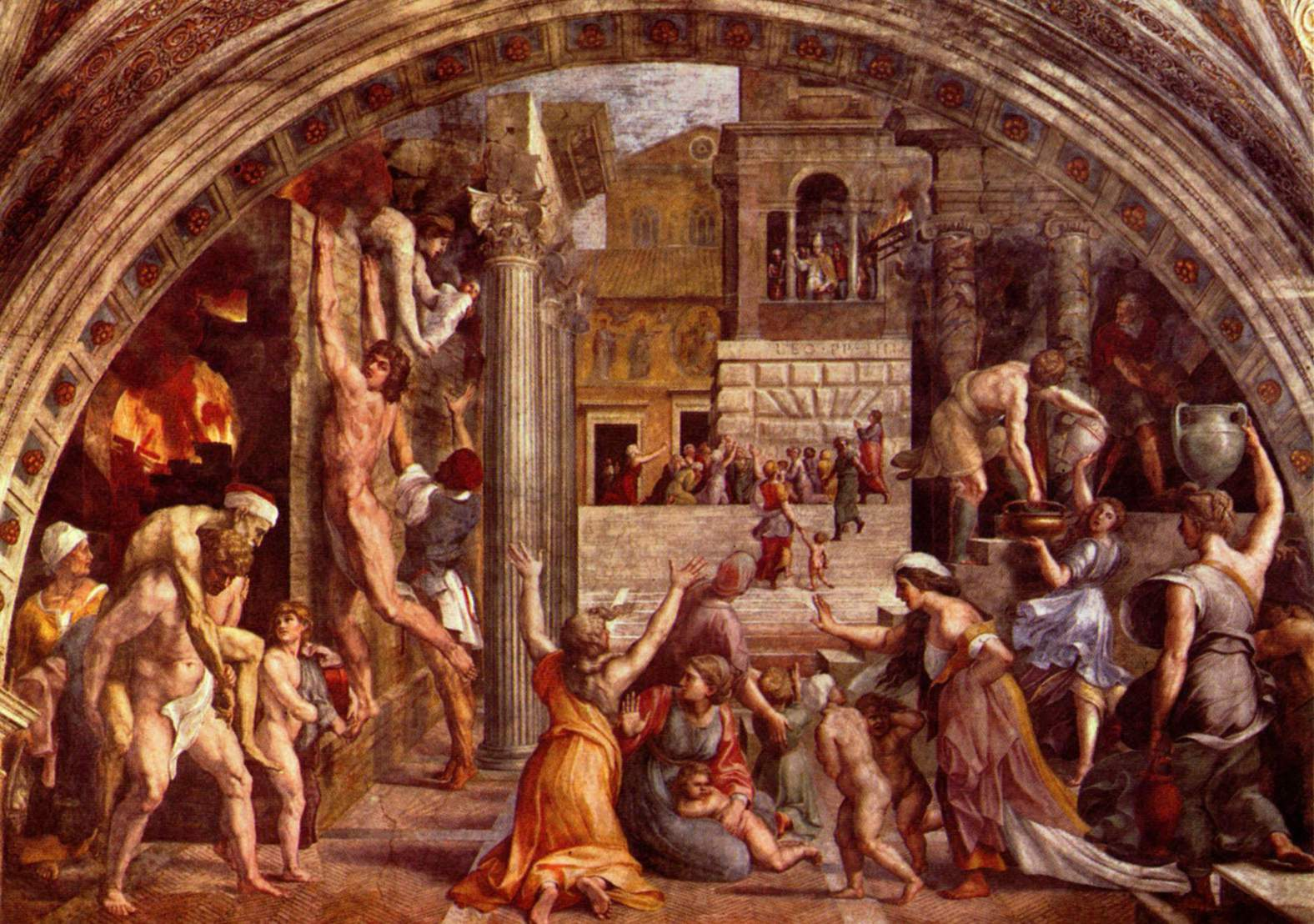
Branden i Borgo.

Branden i Borgo, målad av Giulio Romano, visar en händelse som har dokumenterats i Liber Pontificalis: en eld som bröt ut i Borgo i Rom år 847. Enligt Katolska kyrkan höll påve Leo IV tillbaka elden med sin välsignelse.

### Slaget vid Ostia

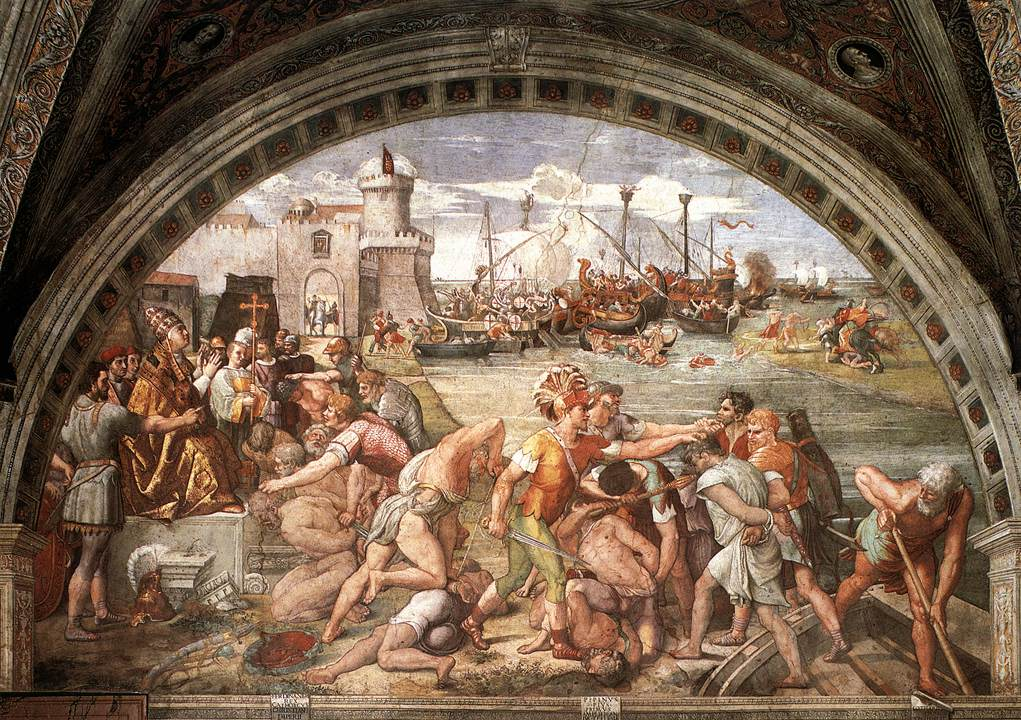
Slaget vid Ostia.

Slaget vid Ostia inspirerades av Leo IV:s seger över saracenerna vid Ostia år 849.